# Spelaeoecia jamaicensis
Spelaeoecia jamaicensis är en kräftdjursart som beskrevs av Louis S. Kornicker och Thomas M. Iliffe 1992. Spelaeoecia jamaicensis ingår i släktet Spelaeoecia och familjen Thaumatocyprididae. Inga underarter finns listade i Catalogue of Life.